# 帕维尔·佩尔尼考
帕维尔·亚历山德罗维奇·佩尔尼考（1992年—；又名帕维尔·佩尔尼科夫），白俄罗斯人权活动份子，维基百科编者。2022年4月，因在维基百科上介绍白俄罗斯政治镇压的条目中做出两笔编辑、在关注白俄罗斯拘留所酷刑及法外杀人的人权组织的网站上张贴一篇维基百科条目，佩尔尼考被白俄罗斯当局以“贬损白俄罗斯共和国”的罪名判处两年有期徒刑。获刑后不久，佩尔尼考被多个白俄罗斯人权组织认定为政治犯。

## 履历
帕维尔·亚历山德罗维奇·佩尔尼考是亚历山大·普希金布列斯特州立大学的校友。2013年，佩尔尼考参加纪念世界人权大会20周年的学生作品竞赛，获得联合国驻白俄罗斯办公室的毕业证书。
佩尔尼考活跃于布列斯特的人权活动，是国际人权协会白俄罗斯分会的成员，2021年起领导协会的新闻发布工作。2014年到2021年间，佩尔尼考在维基百科做出了8.4万多次编辑，内容涉及白俄罗斯当局迫害的记者和媒体，包括《共青团真理报》根纳季·尼古拉耶维奇·莫热科和Tut.By卡齐亚娜·巴里塞维奇两位被拘禁的记者。2020年和2021年，佩尔尼考在社交媒体声援被白俄罗斯当局镇压的独立媒体《新时报》、国际新闻和《布列斯特报》，以及被迫流亡海外的白俄罗斯记者。到2021年秋季，佩尔尼考不再发帖。2021年12月，佩尔尼考在维基百科的账户疑似遭人入侵，删掉了大量关于白俄罗斯被迫害记者的内容，最终被封禁。

## 起诉
2022年3月28日，布列斯特州地方检察官办公室通报了一起刑事案件，嫌犯是此前被捕的“30岁无业居民”。案件已移交法庭处理，指控罪名是《白俄罗斯刑法》第369条第1则的“从事贬损白俄罗斯的行为”，刑期最高可达4年。
据检方介绍，2020年12月29日至2021年4月30日间，嫌犯故意在维基百科及国际人权协会网站上公开发表“白俄罗斯政府于2004年10月谋杀记者维罗妮卡·切尔卡索娃及其他虐待杀害民众的假消息”。
案件公布翌日，布列斯特地区法院闭门听取佩尔尼考对“拘禁、软禁、延长拘禁软禁刑期及被迫安置在法医精神病专家医院”的不满。2022年4月6日，案件在布列斯特莫斯科区开庭审理。庭审中，检察官建议法庭判处佩尔尼考两年监禁，并列举了三大违法指控：其一是在介绍2020年－2021年白俄羅斯示威死者的条目中加入根纳季·舒托夫遇害、白俄罗斯当局拒绝为反政府抗议者的死亡负责的段落；其二是在介绍白俄罗斯审查制度的条目中加入记者维罗妮卡·切尔卡索娃2004年遇害的内容，这一点检察官认为维基百科已经有介绍切尔卡索娃遇害案的条目，佩尔尼考在单独的条目中提及案件，目的就是为了“贬损”白俄罗斯当局；第三是在国际人权协会的网站中贴出介绍白俄罗斯流放地和拘留中心酷刑及死亡情况的条目，这一点检察官表示白俄罗斯刑罚执行局已经调查了有关指控，证实其属于不实内容，认为在维基百科加入有关信息构成了“对白俄罗斯的贬损”。对此佩尔尼考不认罪，一方面承认有在维基百科做过这些编辑、在网上贴过相关内容，一方面否认自己的行为违反了法律规定的“贬损白俄罗斯共和国”的行为。
2022年4月7日，法官尤金·布雷根认定佩尔尼考违反《白俄罗斯刑法》第369条第1则的“贬损白俄罗斯共和国罪”，按照检方提议判处佩尔尼考在流放地监禁两年。
2022年4月11日，佩尔尼考与另外17位异见人士被白俄罗斯人权组织维亚斯纳人权中心、法律倡议（Legal initiative）、白俄罗斯记者协会、法律趋势（Lawtrend）和巴里斯·兹沃兹考白俄罗斯人权之家（Barys Zvozskau Belarusian Human Rights House）认定为政治犯，呼吁当局立即释放，结束刑事迫害。

## 備注
1. ↑  白羅斯語羅馬化：Pavyel Alyaksandravich Pyernikaw
2. ↑  俄语：，羅馬化：Pavel Pernikov

## 延伸阅读
- [Wikipedia editor sentenced to two years in prison for "discrediting Belarus"]. Viasna Human Rights Centre. 2022-04-07  [2022-04-07]. （原始内容存档于2022-06-19） （俄语）.
- [Belarusian sentenced to two years in prison for editing Wikipedia]. Charter 97. 2022-04-07  [2022-04-20]. （原始内容存档于2022-04-08） （俄语）.